# SN 2006hr
SN 2006hr – supernowa typu Ia odkryta 17 września 2006 roku w galaktyce A015015-0053. W momencie odkrycia miała maksymalną jasność 20,90m.